# Fernando Sanz
Fernando Sanz (Madrid, 4 gennaio 1974) è un ex calciatore spagnolo, di ruolo difensore.

## Biografia
È figlio dell' ex presidente del Real Madrid, Lorenzo Sanz.

## Carriera
Con il Real Madrid vinse una Liga nel 1997 ed una Champions League nel 1998. In seguito giocò per il Malaga e, dopo il ritiro, ne divenne presidente dal 2006 al 2010.

## Palmarès

### Competizioni nazionali
- Campionato spagnolo: 1

Real Madrid: 1996-1997
- Supercoppa di Spagna: 1

Real Madrid: 1997

### Competizioni internazionali
- UEFA Champions League: 1

Real Madrid: 1997-1998
- Coppa Intercontinentale: 1

Real Madrid: 1998